# Unter-Widdersheim
Unter-Widdersheim ist ein Stadtteil von Nidda im hessischen Wetteraukreis. Das Dorf liegt in der nördlichen Wetterau nordwestlich von Nidda. Am westlichen Ortsrand verläuft die Landesstraße 3188.

## Geschichte

### Ortsgeschichte
Ein in der Nähe des Neubaugebietes vorhandener 2,30 m großer Menhir – der sog. Kindstein – weist auf eine Besiedlung zur Zeit der Megalithkultur, also dem 3. Jahrtausend v. Chr., hin. In der Nähe des Ortes verlief der Limes, flankiert von einem Kleinkastell, das sich beim auch „Die Burg“ genannten Massohl-Steinbruch befindet.
Westlich des Dorfs liegt der Burgköppel, der vermutliche Rest einer Sumpfburg; es ist ein Bodendenkmal im Flächennutzungsplan der Stadt Nidda.
Die älteste bekannte schriftliche Erwähnung von Unter-Widdersheim erfolgte im Jahr 1260 unter dem Namen Niedyrn-Wetridesheim. Die Statistisch-topographisch-historische Beschreibung des Großherzogthums Hessen berichtet 1830 über Unter-Widdersheim:

„Unterwiddersheim (L. Bez. Nidda) evangel. Filialdorf; auch Niederwiddersheim; liegt unweit der Horloff, 2 St von Nidda, hat 1 Kirche, 49 Häuser und 263 evangelische Einwohner. Hierher gehört 1 Mühle und der Schwalheimer Hof mit einem Sauerbrunnen, der nicht mit dem Mineralbrunnen bei dem Churhessischen Dorfe Schwalheim verwechselt werden darf. Der Brunnen beim Schwalheimer Hof wurde 1769, als in dieser Gegend nach Salzquellen gesucht wurde, entdeckt. Er wurde gefaßt von zahlreichen Gesellschaften besucht, und das beliebt gewordene Wasser nicht allein in der Nachbarschaft stark verwendet, sondern auch in die Ferne verfahren. Der Eigenthümer der Wiese, auf welcher sich der Brunnen befand, sahe es mit Mißgunst, daß andere auf seinem Eigenthum nicht unbedeutende Geschäfte machten, und warf den Brunnen zu. Erst, nachdem die Erben das Wiesenstück verkauft hatten, gelang es dem neuen Besitzer den 11. November 1806 den Brunnen wieder zu entdecken. Er wurde neu gefaßt, mit zwei Röhren versehen und mit Pappeln und Gesträuchen umpflanzt. – Unterwiddersheim kommt in Urkunden von 1303 und 1306 vor.“

Hessische Gebietsreform (1970–1977)
Im Zuge der Gebietsreform in Hessen wurde kraft Landesgesetz zum 1. August 1972 die bis dahin selbständige Gemeinde Unter-Widdersheim in die Stadt Nidda eingegliedert. Für die ehemals eigenständigen Gemeinden sowie für die Kernstadt Nidda wurden Ortsbezirke mit Ortsbeirat und Ortsvorsteher nach der Hessischen Gemeindeordnung eingerichtet.

### Verwaltungsgeschichte im Überblick
Die folgende Liste zeigt die Staaten und Verwaltungseinheiten, denen Unter-Widdersheim angehört(e):
- vor 1450: Heiliges Römisches Reich, Grafschaft Nidda, Amt Nidda
- ab 1450: Heiliges Römisches Reich, Landgrafschaft Hessen, Amt Nidda[11]
- ab 1567: Heiliges Römisches Reich, Landgrafschaft Hessen-Kassel, Amt Stornfels[12]
- ab 1584: Heiliges Römisches Reich, Landgrafschaft Hessen-Darmstadt, Amt Stornfels[13]
- 1787: Heiliges Römisches Reich, Landgrafschaft Hessen-Darmstadt,Oberfürstentum Hessen, Amt Schotten und Stornfels
- ab 1806: Großherzogtum Hessen, Fürstentum Oberhessen, Amt Schotten und Stornfels[14]
- ab 1815: Großherzogtum Hessen, Provinz Oberhessen, Amt Schotten und Stornfels
- ab 1821: Großherzogtum Hessen, Provinz Oberhessen, Landratsbezirk Nidda
- ab 1832: Großherzogtum Hessen, Provinz Oberhessen, Kreis Nidda
- ab 1848: Großherzogtum Hessen, Regierungsbezirk Nidda
- ab 1852: Großherzogtum Hessen, Provinz Oberhessen, Kreis Nidda
- ab 1867: Norddeutscher Bund, Großherzogtum Hessen, Provinz Oberhessen, Kreis Nidda
- ab 1871: Deutsches Reich, Großherzogtum Hessen, Provinz Oberhessen, Kreis Nidda
- ab 1874: Deutsches Reich, Großherzogtum Hessen, Provinz Oberhessen, Kreis Büdingen
- ab 1918: Deutsches Reich, Volksstaat Hessen, Provinz Oberhessen, Kreis Büdingen
- ab 1938: Deutsches Reich, Volksstaat Hessen, Landkreis Büdingen
- ab 1945: Deutsches Reich, Amerikanische Besatzungszone, Groß-Hessen, Regierungsbezirk Darmstadt, Landkreis Büdingen
- ab 1946: Deutsches Reich, Amerikanische Besatzungszone, Hessen, Regierungsbezirk Darmstadt, Landkreis Büdingen
- ab 1949: Bundesrepublik Deutschland, Hessen, Regierungsbezirk Darmstadt, Landkreis Büdingen
- ab 1972: Bundesrepublik Deutschland, Hessen, Regierungsbezirk Darmstadt, Wetteraukreis, stadt Nidda

### Bevölkerung

#### Einwohnerstruktur 2011
Nach den Erhebungen des Zensus 2011 lebten am Stichtag dem 9. Mai 2011 in Unter-Widdersheim 303 Einwohner. Darunter waren 9 (3,0 %) Ausländer. Nach dem Lebensalter waren 42 Einwohner unter 18 Jahren, 114 waren zwischen 18 und 49, 72 zwischen 50 und 64 und 76 Einwohner waren älter. Die Einwohner lebten in 132 Haushalten. Davon 45 Singlehaushalte, 36 Paare ohne Kinder und 39 Paare mit Kindern, sowie 6 Alleinerziehende und 6 Wohngemeinschaften. In 33 Haushalten lebten ausschließlich Senioren/-innen und in 72 Haushaltungen leben keine Senioren/-innen.

#### Einwohnerentwicklung
| • 1791: | 207 Einwohner                      |
| • 1800: | 212 Einwohner                      |
| • 1806: | 201 Einwohner, 46 Häuser           |
| • 1829: | 263 Einwohner, 49 Häuser           |
| • 1867: | 264 Einwohner, 52 bewohnte Gebäude |
| • 1875: | 295 Einwohner, 49 bewohnte Gebäude |

| Unter-Widdersheim: Einwohnerzahlen von 1791 bis 2022 | Unter-Widdersheim: Einwohnerzahlen von 1791 bis 2022 | Unter-Widdersheim: Einwohnerzahlen von 1791 bis 2022 | Unter-Widdersheim: Einwohnerzahlen von 1791 bis 2022 | Unter-Widdersheim: Einwohnerzahlen von 1791 bis 2022 |
| --- | ---------------------------------------------------- | ---------------------------------------------------- | ---------------------------------------------------- | ---------------------------------------------------- |
| Jahr |                                                      |                                                      |                                                      | Einwohner                                            |
| 1791 | 1791                                                 |                                                      | 207                                                  | 207                                                  |
| 1800 | 1800                                                 |                                                      | 212                                                  | 212                                                  |
| 1806 | 1806                                                 |                                                      | 201                                                  | 201                                                  |
| 1829 | 1829                                                 |                                                      | 263                                                  | 263                                                  |
| 1834 | 1834                                                 |                                                      | 258                                                  | 258                                                  |
| 1840 | 1840                                                 |                                                      | 245                                                  | 245                                                  |
| 1846 | 1846                                                 |                                                      | 322                                                  | 322                                                  |
| 1852 | 1852                                                 |                                                      | 250                                                  | 250                                                  |
| 1858 | 1858                                                 |                                                      | 271                                                  | 271                                                  |
| 1864 | 1864                                                 |                                                      | 250                                                  | 250                                                  |
| 1871 | 1871                                                 |                                                      | 267                                                  | 267                                                  |
| 1875 | 1875                                                 |                                                      | 295                                                  | 295                                                  |
| 1885 | 1885                                                 |                                                      | 305                                                  | 305                                                  |
| 1895 | 1895                                                 |                                                      | 277                                                  | 277                                                  |
| 1905 | 1905                                                 |                                                      | 278                                                  | 278                                                  |
| 1910 | 1910                                                 |                                                      | 296                                                  | 296                                                  |
| 1925 | 1925                                                 |                                                      | 248                                                  | 248                                                  |
| 1939 | 1939                                                 |                                                      | 267                                                  | 267                                                  |
| 1946 | 1946                                                 |                                                      | 367                                                  | 367                                                  |
| 1950 | 1950                                                 |                                                      | 371                                                  | 371                                                  |
| 1956 | 1956                                                 |                                                      | 334                                                  | 334                                                  |
| 1961 | 1961                                                 |                                                      | 312                                                  | 312                                                  |
| 1967 | 1967                                                 |                                                      | 297                                                  | 297                                                  |
| 1970 | 1970                                                 |                                                      | 293                                                  | 293                                                  |
| 1980 | 1980                                                 |                                                      | ?                                                    | ?                                                    |
| 1990 | 1990                                                 |                                                      | ?                                                    | ?                                                    |
| 1996 | 1996                                                 |                                                      | 348                                                  | 348                                                  |
| 2000 | 2000                                                 |                                                      | 372                                                  | 372                                                  |
| 2006 | 2006                                                 |                                                      | 356                                                  | 356                                                  |
| 2010 | 2010                                                 |                                                      | 328                                                  | 328                                                  |
| 2011 | 2011                                                 |                                                      | 303                                                  | 303                                                  |
| 2016 | 2016                                                 |                                                      | 303                                                  | 303                                                  |
| 2019 | 2019                                                 |                                                      | 310                                                  | 310                                                  |
| 2022 | 2022                                                 |                                                      | 305                                                  | 305                                                  |
| Datenquelle: Historisches Gemeindeverzeichnis für Hessen: Die Bevölkerung der Gemeinden 1834 bis 1967. Wiesbaden: Hessisches Statistisches Landesamt, 1968. Weitere Quellen: LAGIS; Stadt Nidda; Zensus 2011 |                                                      |                                                      |                                                      |                                                      |

#### Historische Religionszugehörigkeit
| • 1829: | 263 evangelische (= 100 %) Einwohner                                 |
| • 1961: | 280 evangelische (= 89,74 %) und 30 katholische (= 9,62 %) Einwohner |

## Politik
Ortsvorsteher ist Klaus-Dieter Kammer (Stand April 2024).

## Kulturdenkmäler
Siehe: Liste der Kulturdenkmäler in Unter-Widdersheim

## Infrastruktur
- Den öffentlichen Personennahverkehr stellt die Verkehrsgesellschaft Oberhessen GmbH im Rahmen des Rhein-Main-Verkehrsverbundes sicher.

- Der Deutsche Limes-Radweg führt durch den Ort. Dieser  folgt dem Obergermanisch-Raetischen Limes über 818 km von Bad Hönningen am Rhein nach Regensburg an der Donau.

- Im Ort gibt es
  - ein Bürgerhaus und
  - einen Sportplatz.
  - Ferner befindet sich im Ort ein aus Backofensteinen bestehender historischer Backofen aus Michelnauer Tuff, der noch im Betrieb ist.

- Mehrere Ortsbürger sind Mitmärker im Markwald Berstadt.